# ماكسويل كولفيلد
ماكسويل كولفيلد (بالإنجليزية: Maxwell Caulfield)‏ مواليد 23 نوفمبر 1959 في ديربيشاير، إنجلترا، هو ممثل أمريكي بدأ مسيرته الفنية سنة 1967. فاز بجائزة المسرح العالمي.

## الأعمال

### مسلسلات
| السنة | العمل             | الدور      |
| ----- | ----------------- | ---------- |
| 2015  | كاسل              |            |
| 2013  | إن سي آي إس       |            |
| 2013  | العائلة الحديثة   |            |
| 2009  | إميرديل           |            |
| 2003  | الخسائر           | جيم برودي  |
| 2000  | الفتاة نيكيتا     |            |
| 1999  | المربية           |            |
| 1995  | سبايدرمان         |            |
| 1997  | أول ماي تشيلدرن   | بيرس رايلي |
| 1996  | سبايدرمان         |            |
| 1990  | بيفرلي هيلز 90210 |            |
| 1985  | ديناستي           |            |
| 1980  | ريانز هوب         |            |

## روابط خارجية
- ماكسويل كولفيلد على موقع IMDb (الإنجليزية)
- ماكسويل كولفيلد على موقع ألو سيني (الفرنسية)
- ماكسويل كولفيلد على موقع ميوزك برينز (الإنجليزية)
- ماكسويل كولفيلد على موقع أول موفي (الإنجليزية)
- ماكسويل كولفيلد على موقع قاعدة بيانات برودواي على الإنترنت (الإنجليزية)
- ماكسويل كولفيلد على موقع قاعدة بيانات الأفلام السويدية (السويدية)
- ماكسويل كولفيلد على موقع إن إن دي بي (الإنجليزية)
- ماكسويل كولفيلد على موقع ديسكوغز (الإنجليزية)
- ماكسويل كولفيلد على موقع قاعدة بيانات الفيلم (الإنجليزية)
- ماكسويل كولفيلد على موقع كينوبويسك (الروسية)